# 暗网菌属
暗网菌属（Pelodictyon），是光合细菌下的绿色硫细菌，是绿菌科的一属革兰氏阴性菌。杆形至卵形，单个或网状或球状集聚物。生长于含硫化氢的淡水水体及泥中，变黑的水及港湾环境。
该属的模式种为格形暗网菌 (Pelodictyon clathratiforme)。

## 下属物种
- 格形暗网菌 Pelodictyon clathratiforme (Szafer 1910) Lauterborn 1913
- 微黄暗网菌 Pelodictyon luteolum(Schmidle 1901) Pfennig and Trüper 1971
- 褐格形暗网菌 Pelodictyon phaeoclathratiforme Overmann and Pfennig 1990
- Pelodictyon phaeum Gorlenko 1972